# Hans Cattini
Temple de la renommée de l'IIHF : 1998
Hans Cattini, né le 24 janvier 1914 à Grono et mort le 2 avril 1987 à Lausanne, est un joueur et entraîneur suisse de hockey sur glace. Il est le frère de Ferdinand Cattini et le cousin de Hans et Walter Dürst.

## Carrière
Considéré comme l'un des plus grands joueurs de l'histoire du hockey helvétique, Hans Cattini gagne une médaille de bronze pour la Suisse aux Jeux olympiques de 1948. Après cela, il reçoit un certificat lui garantissant la gratuité à vie de l'entrée dans toutes les patinoires du pays. Il participe également aux Jeux olympiques de 1936, où l'équipe suisse est éliminée au 1er tour, avec une victoire et deux défaites. Au total, il compte 54 buts en 111 parties avec l'équipe nationale.
En club, il joue d'abord pour le HC Davos, où il forme en compagnie de son frère Ferdinand et de Richard « Bibi » Torriani la redoutée « Ni-Sturm ». Il officie ensuite en tant qu'entraîneur-joueur pour le Lausanne HC, dans les années 1950.
En 1998, il est intronisé au temple de la renommée de la Fédération internationale de hockey sur glace.